# Le Matin (France)
Pour les articles homonymes, voir Le Matin.
Le Matin est un journal quotidien français lancé le 26 février 1884. Il est interdit à la Libération en raison de son engagement collaborationniste et antisémite pendant l'Occupation, son dernier numéro paraît le 17 août 1944. 
Racheté en 1897 par l'homme d'affaires Maurice Bunau-Varilla, il fut l'un des quatre grands quotidiens dans les années 1910 et 1920, tirant un million d'exemplaires à la veille de 1914, renommé pour ses romans-feuilletons signés par les plus grands romanciers populaires de son temps, Pierre Sales, Michel Zévaco, Gaston Leroux et Jean de La Hire. Sa diffusion baissa à partir des années 1920, pour ne plus atteindre que 300 000 exemplaires à la fin des années 1930, tandis qu'il prône des opinions d'extrême droite et antisémites, devenant collaborationniste sous Vichy. 

## Historique

### Création

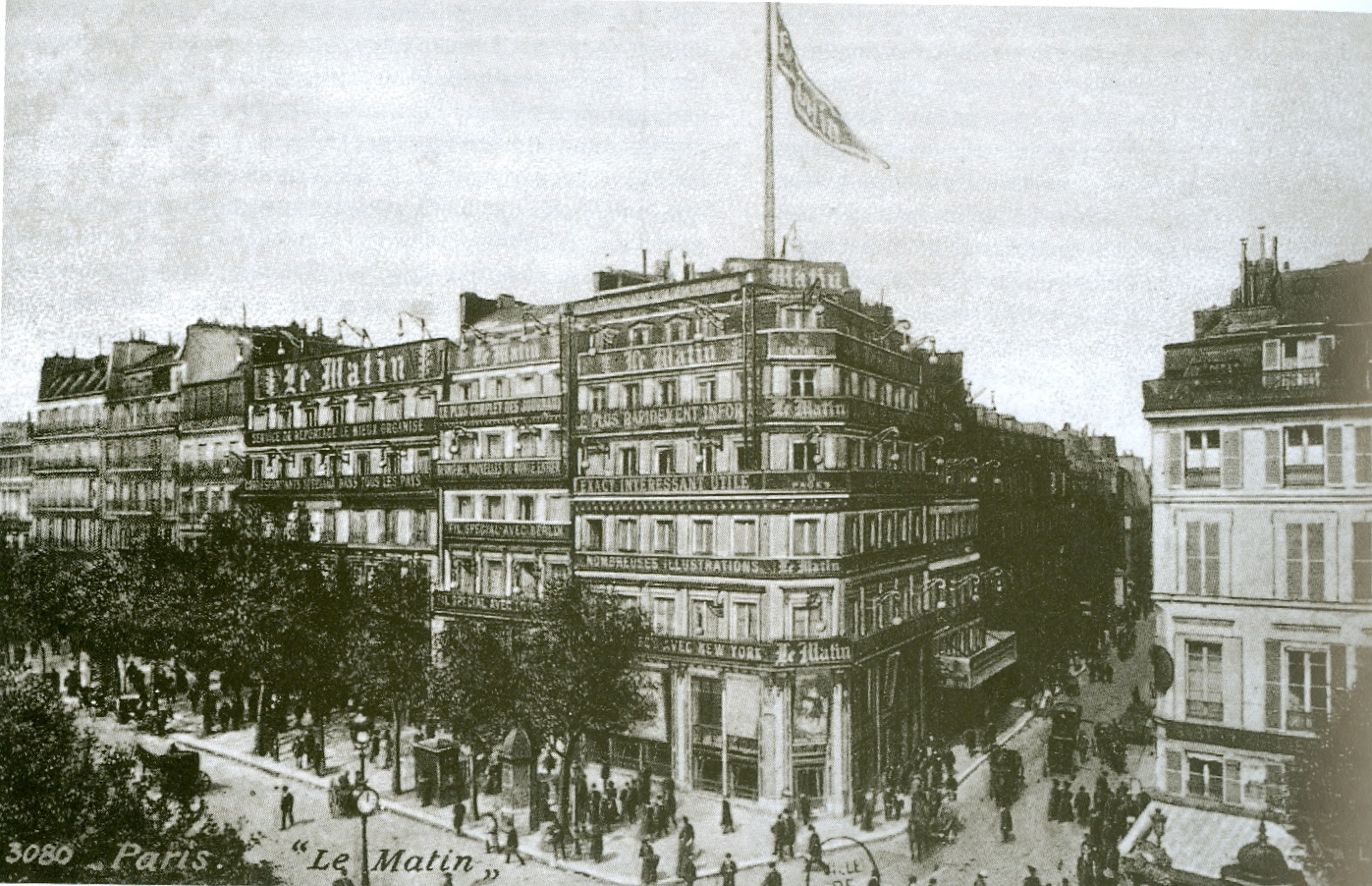
Les locaux du Matin en 1890.

C'est à l'initiative de Samuel S. Chamberlain et James Gordon Bennett junior, représentants d'un groupe de financiers principalement américains, que Le Matin est lancé en 1883 sur le modèle du quotidien britannique The Morning News. La direction du projet est confiée au journaliste d'origine anglaise Alfred Edwards, qui lance le premier numéro le 26 février 1884. Son siège social est alors situé dans le 10e arrondissement de Paris, au 6, boulevard Poissonnière, et ses locaux à la même adresse, aux numéros 3 à 9.
Quelques mois plus tard, Edwards quitte Le Matin pour fonder son propre journal, Le Matin Français, dont le tirage dépasse celui de son concurrent. Bientôt, Edwards rachète Le Matin, fusionne les deux rédactions et modernise le journal en introduisant en France « un nouveau journalisme qui donne la priorité à la nouvelle sur l'éditorial, à l'écho sur la chronique, au reportage sur le commentaire ». Il adopte par ailleurs les techniques les plus récentes, comme le télégraphe, et fait appel à de grandes signatures comme Jules Vallès ou le député Arthur Ranc.
Le Matin est alors favorable aux républicains modérés, opposé au boulangisme et aux idées socialistes. Un supplément artistique est lancé, sous la direction du critique Gustave Goetschy, Matin-Salon (1886-1888) ; en 1902, Edwards rachète le Paris-Noël, fondé par le même Goetschy.

### L'irruption de Maurice Bunau-Varilla
Impliqué dans le scandale de Panama, Edwards revend le journal en 1895[réf. nécessaire] au banquier et courtier en publicité Henry Poidatz, qui investit considérablement dans la publicité. Le journal s'illustre particulièrement pendant l'affaire Dreyfus en mettant en cause dès 1896 les preuves retenues contre le militaire accusé de trahison et en publiant, en juillet 1899, les confessions du commandant Esterhazy. En mai 1899, le prix du journal passe à 15 centimes, comme la plupart de ses concurrents de l'époque, et son nombre de pages passe de quatre à six.
La même année, l'homme d'affaires Maurice Bunau-Varilla, actionnaire du journal depuis 1897, entre au conseil d'administration du Matin. Il en devient président en 1901. Porté par une publicité efficace, par le ton accrocheur des articles et la mise en valeur des reportages (des reproduction photographiques apparaissent en une à partir de 1903), Le Matin ne cesse de voir son tirage augmenter : de 100 000 exemplaires en 1900, il atteint environ 700 000 en 1910 et plus d'un million vers 1914.
Dépendant fortement de la publicité, qui apporte près d'un tiers des recettes avant 1914, Le Matin est alors l’un des quatre plus grands quotidiens français d’avant-guerre, avec Le Petit Journal, Le Petit Parisien et Le Journal. Il emploie 150 journalistes, dont Colette et Albert Londres, ainsi que 500 techniciens et ouvriers. Le succès du Matin repose aussi sur la publication des feuilletons de Gaston Leroux, de Paul d'Ivoi et de Michel Zévaco, et sur les caricatures, dont celles de l'exilé russe Alex Gard.

#### Parrainages
En 1907, Le Matin lance la course Pékin-Paris.
Comme beaucoup d'autres quotidiens, le journal va aussi s'intéresser à l'aviation naissante et mettre en place des prix pour encourager ce nouveau moyen de locomotion. Le 6 mai 1923, Georges Barbot remporte ainsi un prix de 25 000 francs offert par Le Matin en récompense d'une double traversée de la Manche avec un avion de faible puissance ou moto-aviette, à savoir un Dewoitine à moteur Clerget de 11 ch.

### Un journal conservateur dans l'entre-deux-guerres

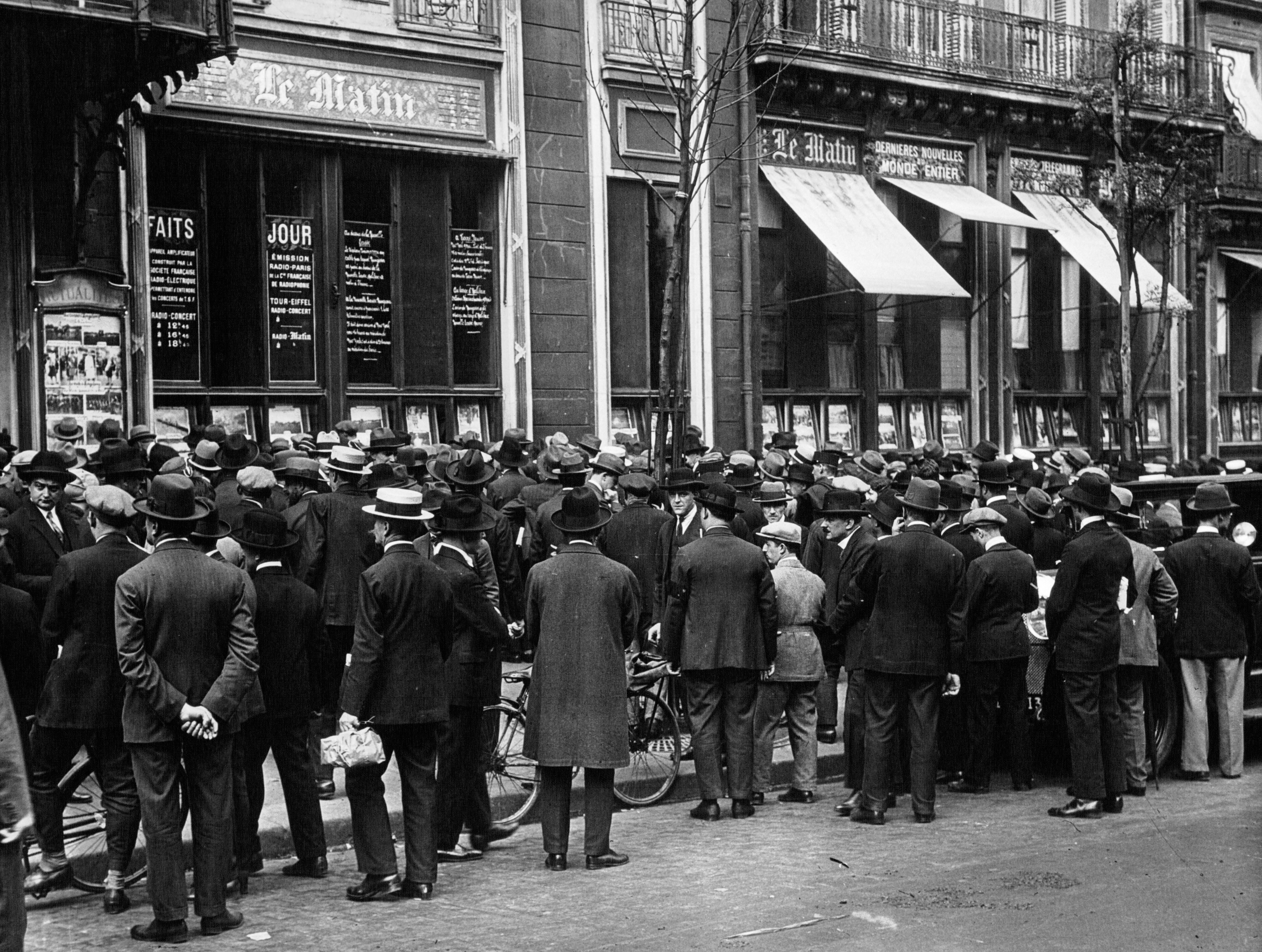
Foule devant les bureaux du Matin attendant des nouvelles de la traversée de l'Atlantique par Nungesser et Coli en 1927.

Après la Première Guerre mondiale, Le Matin, nationaliste et laïc, soutient Raymond Poincaré, président de la République de 1913 à 1920 puis président du Conseil (conservateur) dans les années 1920. Du milieu des années 1920 au début des années 1930, le quotidien soutient le rapprochement avec l'Allemagne opéré par Aristide Briand et Gustav Stresemann, notamment sous l'influence de son patron, Bunau-Varilla, qui se voit offert par les Allemands la possibilité d'exploiter son « remède-miracle », le Synthol. Au même moment, Jules Sauerwein, journaliste aux affaires étrangères et partisan du rapprochement avec l'Allemagne, est contraint de quitter le journal.
Cependant, à partir des années 1920, ses tirages commencent à chuter, pour ne plus atteindre que 300 000 exemplaires à la fin des années 1930. Sa ligne politique s'oriente progressivement vers l'extrême-droite pour devenir dans l'entre-deux-guerres ouvertement antiparlementaire et anticommuniste.
Dans les années 1930, après l'arrivée au pouvoir d'Hitler en Allemagne, cette évolution s'accentue. Le Matin affiche, alors, une ligne éditoriale pacifiste et favorable à des concessions aux exigences territoriales hitlériennes, au nom de la défense de la paix à tout prix. Le Matin exprime ainsi sous couvert de pacifisme une ligne politique anticommuniste et antidémocratique favorable à un accord avec l'Allemagne hitlérienne contre l’URSS perçue comme le véritable ennemi. Ces idées sont partagées par des responsables politiques (dont Laval) et économiques (Louis Renault)[réf. nécessaire]. En novembre 1933, le journal crée l’évènement en publiant une interview d'Adolf Hitler réalisée par Fernand de Brinon, et relue au préalable par les services de propagande nazis.

### La collaboration, la disparition duMatinet l'épuration
Premier journal à reparaître à Paris, avant même la signature de l'armistice, il devient immédiatement collaborationniste. Son rédacteur en chef est alors Jacques Ménard, président de l'Association des journalistes antijuifs, fondée en décembre 1941 et dont sont membres plusieurs autres journalistes du Matin,. Le journal paraît pour la dernière fois, dans sa 61e année, avec son numéro 21871 daté du jeudi 17 août 1944, quelques jours après la mort de Bunau-Varilla.
Son tirage est encore de 263 000 exemplaires en janvier 1943.
Le journal est interdit à la Libération, puis le gouvernement provisoire de la République française (GPRF) décide en 1946 d'exproprier toutes les entreprises de presse ayant publié sous l'Occupation.
Le directeur et éditorialiste du Matin, Stéphane Lauzanne, est arrêté à Paris vers le 24 août et interné à la prison de la Santé. Il est jugé par la Cour de justice de la Seine le 31 octobre 1944 et condamné à 20 ans de prison.
Arrêté en novembre 1944, Guy Bunau-Varilla, fils de Maurice Bunau-Varilla et conseiller politique adjoint du journal qui l'a enrichi — même s'il affirme que son père l'obligeait à rétrocéder les millions qu'il lui versait pour échapper au fisc —, est condamné début janvier 1946 aux travaux forcés à perpétuité, à l'indignité nationale et à la confiscation de ses biens.
Brièvement directeur politique du Matin à la mort de son propriétaire, en remplacement de Stéphane Lauzanne, Ménard fuit Paris en août 1944, gagne l'Allemagne et dirige ensuite le quotidien français de Sigmaringen La France jusqu'en décembre 1944, avant d'en être écarté au profit d'un membre du PPF. Il revient en 1945 en France où il se fait passer pour un travailleur requis du STO. Il est reconnu en août 1946, est arrêté, jugé en juillet 1948 par la Cour de justice de la Seine et condamné à 5 ans de travaux forcés.
Un autre journaliste du Matin, Robert de Beauplan, chef du service politique à partir de 1942 — également éditorialiste à Radio-Paris et collaborateur d'autres journaux —, est jugé en novembre 1945 : il est condamné à mort mais sa peine est commuée en emprisonnement à perpétuité. Beauplan et Lauzanne sont transférés en janvier 1947 au bagne de Saint-Martin-de-Ré.

### Contributeurs notables du journal

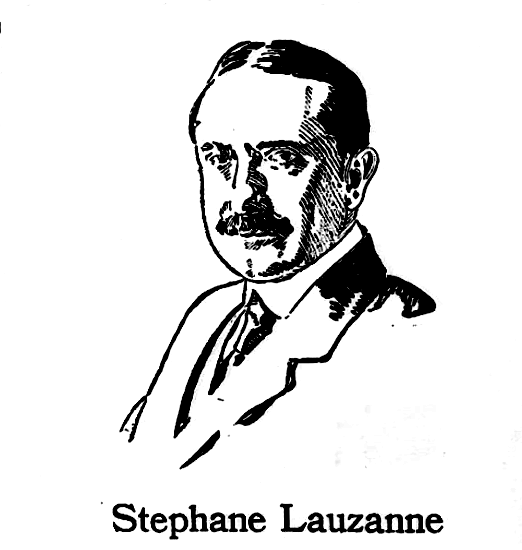
Stéphane Lauzanne comme contributeur pour le New-York Tribune en 1922.

- Henry de Jouvenel et Stéphane Lauzanne[21], rédacteurs en chef à partir de 1901 (bicéphalie originale : chacun exerce la fonction en alternance, 15 jours par mois)[22]
- Georges de Labruyère, chef des informations à l'époque de l'affaire de l'impasse Ronsin (1908)
- Alfred Détrez
- Joseph Kessel, reporter
- Jules Madeline, président du conseil d'administration de 1903 à 1920[23]
- Stefanie Landeis (par la suite Stéphane Roussel), correspondante à Berlin (1934–1938), première correspondante de la France[24]
- Jules Sauerwein
- Paul Carrey, illustrateur
- Maurice Sauvayre, dessinateur satirique
- Jules Hedeman
- Jules-Théophile Docteur, président-directeur général de 1930 à 1938

## Les archives duMatin
- Les Archives nationales à Pierrefitte-sur-Seine conservent les archives du journal proprement dites sous la cote 1AR : Inventaire du fonds, ainsi que les papiers de Maurice Bunau-Varilla (18AR) et de Jules Madeline (29AR).

- Les négatifs au gélatino-bromure d'argent sur plaques de verre produits par et pour Le Matin, couvrant la période 1925-1944, sont conservés au musée de la Résistance nationale de Champigny-sur-Marne. Ces plaques photographiques ont été récupérées par le journal L'Humanité en 1956 à la suite de la dévolution des biens mobiliers et immobiliers du Matin par la Société nationale des entreprises de presse (SNEP). Elles ont été confiées au musée en 1987 et sont amalgamées à la production d'autres organes de presse (Libération-Soir, Le Populaire notamment) installés à la Libération dans les locaux ayant auparavant abrité Le Matin (boulevard Poissonnière et rue du Faubourg-Poissonnière).

- La Hoover Institution détient les archives personnelles de Stéphane Lauzanne[25].